# 心愛 (女優)
心愛（こあ、1999年6月16日 - ）は、日本のタレント、グラビアアイドル、女優。

## 来歴・人物
- 2022年、日本女子大学卒業
- コアラ星出身という設定[3]。しかし千葉出身ということも明らかにしており、2025年時点では自ら「キャラ設定もぶれぶれ」と自虐的に回答している[3]。ミスヤングチャンピオン2025グランプリ授賞式では「このままの自分でもいいんだと思えた」「今後は嫌われるのも覚悟で個性を出していきたい」と感謝を伝えた[4]。
- 趣味：釣り、競馬、着物、コスプレ、キックボクシング。

## 出演

### 映画
- 劇場版 ゴードン探偵事務所 はじまりのシュガー（2023年11月10日、エスピーエスエス/sommelierTV） - 清水里咲 役[5]
- STREAMER THAN PARADISE（2024年12月、あてがき映画プロジェクト） - 炎城茉莉 役[6][7]

### テレビ番組
- ロンブー亮の釣りならまかせろ！（2022年10月 - 、テレビ埼玉） - レギュラー出演
- バラいろダンディ（2024年3月、TOKYO MX）

### ラジオ
- めっちゃ！よきラジ（2023年3月 - 6月、渋谷クロスFM） - アシスタントMC
- 心愛でマニアなコアラブトーク！（仮）（2022年12月 - 2023年12月、鳥越アズーリFM） - MC
- コアっくまびーむ！（仮）（2024年1月 - 、鳥越アズーリFM） - MC

### CM
- スープカレー専門店チニタ（2022年6月 - 、IBC岩手放送） - テレビCM
- ランズ珈琲（2022年9月 - 、大分朝日放送） - テレビCM
- エイチ・アイ・エス 「♯いましか出来ないコト」篇（2023年10月） - webCM

### 雑誌
- 日刊SPA!「ベストサウナ〜流した汗は嘘をつかない〜」（2024年1月 - ） - レギュラー出演 [8]

## 受賞歴
- Best Of Miss 神奈川2022 ファイナリスト（2022年3月）[9]
- 光文社「ミスFLASH2023」ファイナリスト（2022年10月）[10][11]
- ハクビ京都きもの学院「きものクイーンコンテスト2023」フォトジェニック賞（2023年2月）[12]
- 光文社「JJモデルオーディション」2023『J-GIRL 国民的彼女』グランプリ獲得（2023年12月）[13] [14]
- 扶桑社「ミスSPA!2023」グランプリ獲得（2024年1月）[15]
- 東京スポーツ「ミス東スポ」2025グランプリ（2024年12月）[16]

## 作品

### 写真集
- SPA!デジタル写真集 心愛「ミステリアスガール」（2024年3月、扶桑社、撮影：山口京和）